# وزنه‌برداری در المپیک تابستانی ۲۰۱۶ – ۱۰۵ کیلوگرم مردان
مسابقات وزنه‌برداری ۱۰۵ کیلوگرم مردان یکی رویدادهای وزنه‌برداری در بازی‌های المپیک تابستانی ۲۰۱۶ است که در ۱۵ آگوست برگزار شده‌است.
این وزن از مسابقات با شرکت ۱۶ وزنه‌بردار از ۱۴ کشور جهان انجام شده‌است.

## رکوردها
| وزنه‌برداری در بازی‌های المپیک تابستانی ۲۰۱۶ | وزنه‌برداری در بازی‌های المپیک تابستانی ۲۰۱۶ | وزنه‌برداری در بازی‌های المپیک تابستانی ۲۰۱۶ | وزنه‌برداری در بازی‌های المپیک تابستانی ۲۰۱۶ | وزنه‌برداری در بازی‌های المپیک تابستانی ۲۰۱۶ | وزنه‌برداری در بازی‌های المپیک تابستانی ۲۰۱۶ |
| ------------------------------------------ | ------------------------------------------ | ------------------------------------------ | ------------------------------------------ | ------------------------------------------ | ------------------------------------------ |
| فهرست وزنه‌برداران                          |                                            |                                            |                                            |                                            |                                            |
| مردان                                      | مردان                                      | مردان                                      | زنان                                       | زنان                                       | زنان                                       |
|                                            | ۵۶ ک‌گ                                      |                                            |                                            | ۴۸ ک‌گ                                      |                                            |
|                                            | ۶۲ ک‌گ                                      |                                            |                                            | ۵۳ ک‌گ                                      |                                            |
|                                            | ۶۹ ک‌گ                                      |                                            |                                            | ۵۸ ک‌گ                                      |                                            |
|                                            | ۷۷ ک‌گ                                      |                                            |                                            | ۶۳ ک‌گ                                      |                                            |
|                                            | ۸۵ ک‌گ                                      |                                            |                                            | ۶۹ ک‌گ                                      |                                            |
|                                            | ۹۴ ک‌گ                                      |                                            |                                            | ۷۵ ک‌گ                                      |                                            |
|                                            | ۱۰۵ ک‌گ                                     |                                            |                                            | +۷۵ ک‌گ                                     |                                            |
|                                            | ۱۰۵+ ک‌گ                                    |                                            |                                            |                                            |                                            |

| رکورد جهانی  | یک‌ضرب | اندری آرمانو (BLR) | ۲۰۰ کیلوگرم | پکن، جمهوری خلق چین | ۱۸ اوت ۲۰۰۸    |
| رکورد جهانی  | دوضرب | ایلیا ایلین (KAZ)  | ۲۴۶ کیلوگرم | گروزنی، روسیه       | ۱۲ دسامبر ۲۰۱۵ |
| رکورد جهانی  | مجموع | ایلیا ایلین (KAZ)  | ۴۳۷ کیلوگرم | گروزنی، روسیه       | ۱۲ دسامبر ۲۰۱۵ |
| رکورد المپیک | یک‌ضرب | اندری آرمانو (BLR) | ۲۰۰ کیلوگرم | پکن، جمهوری خلق چین | ۱۸ اوت ۲۰۰۸    |
| رکورد المپیک | دوضرب | اندری آرمانو (BLR) | ۲۳۶ کیلوگرم | پکن، جمهوری خلق چین | ۱۸ اوت ۲۰۰۸    |
| رکورد المپیک | مجموع | اندری آرمانو (BLR) | ۴۳۶ کیلوگرم | پکن، جمهوری خلق چین | ۱۸ اوت ۲۰۰۸    |

## نتایج
| رتبه | ورزشکار                   | گروه | وزن بدن | یک‌ضرب (kg) | یک‌ضرب (kg) | یک‌ضرب (kg) | یک‌ضرب (kg) | دوضرب (kg) | دوضرب (kg) | دوضرب (kg) | دوضرب (kg) | مجموع |
| رتبه | ورزشکار                   | گروه | وزن بدن | ۱          | ۲          | ۳          | نتیجه      | ۱          | ۲          | ۳          | نتیجه      | مجموع |
| ---- | ------------------------- | ---- | ------- | ---------- | ---------- | ---------- | ---------- | ---------- | ---------- | ---------- | ---------- | ----- |
| 1    | روسلان نورودینف (UZB)     | A    | ۱۰۴٫۹۶  | ۱۹۰        | ۱۹۴        | ۱۹۷        | ۱۹۴        | ۲۲۵        | ۲۳۰        | ۲۳۷        | ۲۳۷ ر.ک    | ۴۳۱   |
| 2    | سیمون مارتیروسیان (ARM)   | A    | ۱۰۴٫۶۳  | ۱۸۵        | ۱۹۰        | ۱۹۵        | ۱۹۰        | ۲۲۰        | ۲۲۷        | ۲۳۴        | ۲۲۷        | ۴۱۷   |
| 3    | الکساندر زایچیکوف (KAZ)   | A    | ۱۰۴٫۵۱  | ۱۸۵        | ۱۹۰        | ۱۹۳        | ۱۹۳        | ۲۲۳        | ۲۲۷        | ۲۲۷        | ۲۲۳        | ۴۱۶   |
| 4    | Yang Zhe (CHN)            | A    | ۱۰۴٫۵۹  | ۱۹۰        | ۱۹۵        | ۱۹۷        | ۱۹۰        | ۲۲۰        | ۲۲۵        | ۲۲۷        | ۲۲۵        | ۴۱۵   |
| 5    | ایوان افرموف (UZB)        | A    | ۱۰۴٫۹۰  | ۱۸۵        | ۱۸۹        | ۱۹۴        | ۱۹۴        | ۲۱۰        | ۲۱۸        | ۲۲۰        | ۲۲۰        | ۴۱۴   |
| 6    | محمدرضا براری (IRI)       | A    | ۱۰۴٫۶۵  | ۱۸۰        | ۱۸۵        | ۱۸۶        | ۱۸۶        | ۲۲۰        | ۲۳۰        | ۲۳۱        | ۲۲۰        | ۴۰۶   |
| 7    | Arkadiusz Michalski (POL) | A    | ۱۰۴٫۷۷  | ۱۷۵        | ۱۷۹        | ۱۷۹        | ۱۷۹        | ۲۲۱        | ۲۲۸        | ۲۲۸        | ۲۲۱        | ۴۰۰   |
| 8    | آرتورس پلسنیکس (LAT)      | A    | ۱۰۳٫۹۹  | ۱۷۶        | ۱۸۰        | ۱۸۱        | ۱۸۱        | ۲۱۸        | ۲۲۳        | ۲۲۵        | ۲۱۸        | ۳۹۹   |
| 9    | Salwan Jasim Abbood (IRQ) | B    | ۱۰۳٫۸۰  | ۱۷۵        | ۱۸۰        | ۱۸۲        | ۱۸۰        | ۲۱۴        | ۲۱۹        | ۲۱۹        | ۲۱۴        | ۳۹۴   |
| 10   | Jürgen Spieß (GER)        | B    | ۱۰۴٫۵۱  | ۱۷۰        | ۱۷۴        | ۱۷۵        | ۱۷۰        | ۲۱۰        | ۲۲۰        | ۲۲۰        | ۲۲۰        | ۳۹۰   |
| 11   | سارگیس مارتیروسیان (AUT)  | B    | ۱۰۴٫۱۹  | ۱۷۹        | ۱۸۴        | ۱۸۴        | ۱۷۹        | ۲۰۱        | ۲۰۸        | ۲۱۰        | ۲۱۰        | ۳۸۹   |
| 12   | Gaber Mohamed (EGY)       | B    | ۱۰۴٫۹۸  | ۱۶۶        | ۱۷۱        | ۱۷۳        | ۱۷۳        | ۲۰۴        | ۲۰۸        | –          | ۲۰۴        | ۳۷۷   |
| 13   | Hernán Viera (PER)        | B    | ۱۰۳٫۸۵  | ۱۴۲        | ۱۴۷        | ۱۵۱        | ۱۵۱        | ۱۹۳        | ۱۹۷        | ۲۰۰        | ۲۰۰        | ۳۵۱   |
| 14   | David Katoatau (KIR)      | B    | ۱۰۴٫۵۸  | ۱۳۵        | ۱۴۰        | ۱۴۵        | ۱۴۵        | ۱۹۵        | ۲۰۴        | ۲۰۸        | ۲۰۴        | ۳۴۹   |
| –    | بارتلومیه‌ای بونک (POL)    | A    | ۱۰۴٫۰۷  | ۱۸۰        | ۱۸۰        | ۱۸۵        | ۱۸۵        | ۲۱۵        | ۲۱۶        | ۲۱۸        | –          | DNF   |
| –    | Giorgi Chkheidze (GEO)    | B    | ۱۰۴٫۷۴  | ۱۶۵        | ۱۷۰        | ۱۷۳        | ۱۷۰        | ۲۰۵        | ۲۰۵        | ۲۰۸        | –          | DNF   |
| –    | Mateus Gregório (BRA)     | B    | ۱۰۴٫۴۷  | ۱۶۵        | ۱۷۰        | ۱۷۵        | ۱۷۰        | ۲۰۰        | ۲۰۰        | ۲۰۰        | –          | DNF   |